# Eurobulker IV
Eurobulker IV è stata una nave carboniera di fabbricazione bulgara. Fu costruita a Varna, in Bulgaria, nel cantiere navale "Georgi Dimitrov" per conto della Compagnia di navigazione georgiana (in russo Грузинского морского пароходства?, Gruzinskogo morskogo parokhodstva – GMP) dell'allora Unione Sovietica, venendo battezzata Khudozhnik Gabashvili, nome che mantenne sino alla sua vendita nel 1996.
Lunga 185,2 metri e larga 22,9, con 16.000 tonnellate di stazza, fu varata il 23 settembre 1978.
L'8 settembre 2000 la nave, che allora batteva bandiera delle isole Saint Vincent e Grenadine, s'incagliò nelle acque della Sardegna sud-occidentale, al largo di Capo Altano (comune di Portoscuso), su un fondale noto come "Secca Grande", inabissandosi poi il 3 ottobre dello stesso anno.
Al momento dell'incidente la nave era di proprietà della società armatrice greca Ilias Shipping Corporation e trasportava circa 17.000 tonnellate di carbone proveniente dalla Russia e destinate alla centrale elettrica Enel di Portovesme.
I 17 membri dell'equipaggio furono tratti in salvo nel giro di poco tempo. Tra le cause dell'incidente fu appurato un difetto di disponibilità di carte nautiche inerenti alla zona di manovra da parte del comandante ucraino del mercantile, Kostyantin Dyadkov.
Attualmente lo scafo giace abbattuto sul fianco sinistro, a bassa profondità. Gran parte del carico venne recuperato, ma il carburante fuoriuscito dai serbatoi dell'Eurobulker IV causò un pesante inquinamento ambientale che colpì le coste dell'Isola di San Pietro, Portoscuso e Calasetta.

## L'incidente
All'alba dell'8 settembre 2000 la nave Eurobulker IV, partita da Panama e quasi giunta a destinazione, si trovava in navigazione a nord-est dell'Isola di San Pietro, nelle acque dell'omonimo canale, diretta verso il porto di Portovesme. Alle ore 6:45 la chiglia impattò il fondale roccioso della "Secca Grande", una secca situata a poco meno di un miglio a nord-est dell'Isola Piana. L'urto provocò uno squarcio di oltre 30 metri sul fondo della nave che permise all'acqua di affluire all'interno delle stive e raggiungere il carico. In pochi secondi lo scafo si inclinò sul lato di dritta.
Due membri dell'equipaggio, in preda alla paura, si tuffarono in acqua e vennero tratti in salvo dalle navi pilota del porto che in quel momento accompagnavano una petroliera al largo. Poco dopo anche il resto dell'equipaggio fu tratto in salvo. In pochi minuti sulla zona arrivarono anche le motovedette delle Capitaneria di porto di Portoscuso e Sant'Antioco che avevano raccolto il Mayday lanciato dal comandante.
La Guardia Costiera appurò che un tentativo di disincagliare la nave avrebbe potuto causare la rottura dello scafo. Per questo, il 12 settembre si decise di procedere con un'operazione in tre fasi: dapprima si sarebbero dovute recuperare le 50 tonnellate di gasolio finite in mare e le altre 150 ancora presenti nei serbatoi della nave. In una seconda fase si sarebbero dovute recuperare le 17 000 tonnellate di carbone. Infine il mercantile avrebbe dovuto essere demolito sul posto.

## Il naufragio
La notte del 3 ottobre 2000, dopo quasi un mese dall'incidente, la nave naufragò.
A causa del mare forza sette e del forte vento da maestrale, lo scafo si spezzò in due tronconi. Una parte della poppa rimase quasi in superficie, adagiata sugli scogli della secca. Il pezzo più grande facente parte della prua e contenente gran parte del carico ancora non recuperato si adagiò sul fondale profondo venti metri.
Il 18 novembre 2000 s'inabissò anche l'ultima parte della poppa rimasta quasi in superficie.

## Le cause, l'inchiesta e il processo
Il comandante Kostyantin Dyadkov venne giudicato unico responsabile dell'incidente poiché, senza aspettare il pilota del porto ma basandosi su comunicazioni radio, entrò in rada nel Canale di San Pietro nonostante la mancanza di carte nautiche a bordo e la sua non conoscenza del luogo.
Arrestato all'indomani dell'incidente con l'accusa di naufragio colposo, dichiarò che l'armatore non gli fornì i soldi per l'acquisto di carte nautiche. Dalle prime indagini si venne a conoscenza anche del fatto che alcuni membri dell'equipaggio non venivano pagati da svariati mesi.
Rilasciato l'11 settembre, il 5 gennaio 2003 patteggiò una condanna a 1 anno, 6 mesi e 20 giorni di reclusione con la condizionale per il naufragio e pagò una sanzione per il deturpamento di bellezze naturali.

## Il recupero parziale
Inizialmente si parlò di un recupero integrale delle 20 000 tonnellate di lamiere costituenti l'Eurobulker IV, con un'operazione del costo di circa 7 miliardi di lire.
Le operazioni iniziarono a fine gennaio 2001, a febbraio si recuperarano alcuni pezzi dello scafo, a marzo la prua ed infine ad aprile il motore. Le lamiere, inizialmente adagiate sulla banchina del porto di Portovesme, vennero poi portate a Monfalcone per essere fuse e riutilizzate.
Le operazioni di recupero e bonifica non vennero completate e gran parte del relitto venne lasciato sul fondo del mare.

## I danni all'ambiente
L'incidente e l'affondamento dell'Eurobulker IV ebbero pesanti conseguenze sull'ambiente.
Al momento dell'incidente infatti le stive della nave contenevano oltre 17 000 tonnellate di carbone. Inoltre dallo squarcio causato dall'impatto fuoriuscirono circa 50 tonnellate di gasolio.
Le operazioni di recupero e circoscrizione del gasolio, scattate poco dopo l'incidente, furono spesso interrotte per via delle pessime condizioni meteorologiche. Sulle spiagge della zona si riversò una modesta quantità di "catrame" e di detriti provenienti dalla nave e per alcune settimane fu praticamente impossibile praticare pesca sportiva e professionale in tutta la zona.
Per quanto riguarda il carbone il recupero iniziò circa due settimane dopo l'incidente. Fino alla fine di settembre vennero recuperate circa 3 000 tonnellate di carbone.
La sera del 2 ottobre 2000 le operazioni vennero nuovamente sospese a causa del cattivo tempo. La notte del 3 ottobre 2000 la nave affondò trascinando sul fondo del mare circa 14 000 tonnellate di carbone ancora non recuperate.
I lavori di recupero del carbone dal fondale marino terminarono quasi due anni dopo l'incidente, nell'agosto 2002. Vennero recuperati oltre 1 500 tonnellate di materiale per un costo complessivo di un milione di euro.
Nell'ottobre 2006 e novembre 2007, la spiaggia di Portopaglietto, nel comune di Portoscuso, fu interessata da un fenomeno di marea nera provocato dalle polveri di carbone ancora presenti nel fondale non bonificato e trasportate in riva dalle forti mareggiate.
A dicembre 2008, dopo oltre otto anni dall'incidente, il mare restituì ancora detriti dell'Eurobulker: una scialuppa di salvataggio venne trovata a riva in località Punt'e Trettu.

## Il relitto
Il relitto dell'Eurobulker IV si trova tuttora adagiato nella Secca Grande, in un fondale relativamente basso compreso tra gli 8 e i 20 metri circa. È frequentato per attività di pesca sportiva e, per via della facilità di immersione anche da chi pratica pesca subacquea e immersioni subacquee.